# هجمات بماء النار على النساء بأصفهان

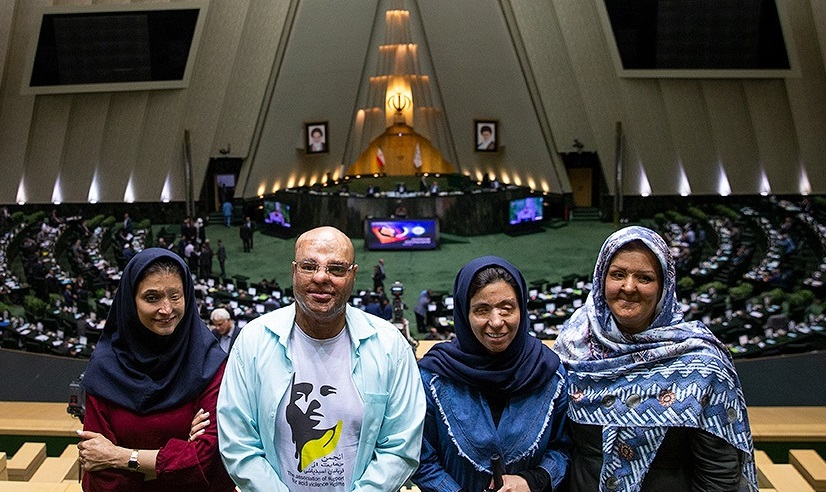

سلسلة من الهجمات على النساء باستخدام ماء النار في مدينة أصفهان الإيرانية بدأت في أكتوبر عام 2014، وأثارت المخاوف والشائعات حول أن تلك الهجمات استهدفت الضحايا لعدم التزامهن بقواعد الحجاب والزي الإسلامي. منذ السابع والعشرين من أكتوبر عام 2014، ُشنت تلك الهجمات في مدينة أصفهان فكان يقدر عدد الضحايا ثمانية على الأقل حتي وصل هذا العدد إلى خمس وعشرين ضحية.كانت هناك حالة وفاة واحدة على الأقل من بين الضحايا بالإضافة إلى حالة أخرى فقدت بصرها (وهي سهيلة جيركوش البالغة من العمر 26 عامًا). فقدت سهيلة بصرها في أحدي عينيها بينما يحاول الأطباء إنقاذ عينها الأخرى. فضلًا عن ذلك، تعاني حالات عديدة من حروق بالغة في الأيدي والوجه.
نفّذت هذه الهجمات بواسطة ملثمين يرتدون خوذات ويركبون دراجات نارية، ويقذفون ماء النار علي وجوه النساء اللاتي يسرن في الشوارع أو يركبن السيارات.

## دوافع
بينما يعتقد كثير من الإيرانيين أن هؤلاء المهاجمين هم حراس الإسلام الذين يحاولون تخويف النساء لدفعهن إلى ارتداء (ما يعتبره هؤلاء الحراس) زي محتشم متواضع، يستنكر المسؤولون الإيرانيون هذا الفعل وأعربوا عن «غضبهم مشيرين إلى أن المهاجمين متطرفون دينيًا، وتُستهدف الضحايا لارتدائهن ملابس غير مناسبة في نظر هؤلاء المتشددين».
ويعتقد الليبراليون الإيرانيون بأن هذه الهجمات ترتبط بإجراءات برلمانية اتخذت في التاسع عشر من أكتوبر بشأن تأدية فريضة «الأمر بالمعروف والنهي عن المنكر» من خلال توفير حماية الأشخاص الذين يجوبون الشوارع بهدف فرض قواعد الأعراف الاجتماعية الصارمة في البلاد الخاصة بالزي العام أو السلوك.

نقلت قناة برس تي الحكومية عن الرئيس روحاني تحذير من توجيه «اتهامات لا أساس لها من الصحة» ضد «أي شخص معين أو مجموعة معينة قبل إلقاء القبض علي الجناة الحقيقيين». قامت إحدى المجموعات «شبه الرسمية» التي يرتدي أفرادها الملابس المدنية، وتدعى أنصار حزب الله، بإلقاء اللوم علي «الأعداء» الذين قاموا بـ «توجيه ضربة ضد الأمن» من خلال هجمات ماء النار. يذكر أن أنصار حزب الله قامت بإجراء مجموعة من «دوريات الأخلاق» لتفعيل ارتداء الزي الإسلامي بالقوة خلال وقت سابق.
ومع ذلك، أفاد المدير التنفيذي للحملة الدولية لحقوق الإنسان في إيران هادي قائمي، أن هذه الهجمات تأتي «بعد هجوم لفظي لمدة عام من قبل القوى المحافظة في إيران التي تهاجم النساء لملابسهن» موجهةً «تحذيرات شفهية ودعوات إلى إراقة الدماء.ولذلك فهذه الحوادث متوقعة».

## ردود أفعال

### اعتقالات
وفقاً لتقرير صادر عن وكالة الانباء الإيرانية الرسمية، اعتقلت السلطات الإيرانية أربعة أشخاص للاشتباه بهم في إلقاء ماء النار على النساء. ولكن صرح وزير الداخلية عبد الرضا رحماني فضلي أن الحكومة ليس لديها أدلة كافية لتوجيه الاتهام للمشتبه بهم في تنفيذ هذه الهجمات. وحتي الخامس من نوفمبر 2014، لم يتم توجيه تهمة القيام بهذه الهجمات لأي شخص.

### احتجاجات
خرجت العديد من المسيرات الاحتجاجية في أصفهان والعاصمة طهران للتنديد بالهجمات. وعلي الرغم من علم المتظاهرين بالإجراءات القمعية الماضية، إلا أنه تم تفريقهم بشكل عام وبسرعة عندما واجه من قبل الشرطة. في السابع والعشرين من أكتوبر، أحبطت مئات من قوات الأمن الإيرانية احتجاج مزمع في طهران للمطالبة بفعل حكومي أكثر صرامة ضد الهجمات.

### غضب الحكومة علي الإعلام
أفادت صحيفة مونيتور بأنه ألقي القبض على أربعة صحفيين ومصور من وكالة أنباء الطلبة الإسلامية بعد أن قاموا بتغطية أحداث الهجمات. أُفُرج عن صحفييْن، ولكن بداية من الثامن والعشرين من أكتوبر، أفادت مصادر باستمرار اعتقال كل من (زهراء محمد، رئيسة مكتب اسنا في أصفهان، وسنام فارسي، محررة الشؤون الاجتماعية). صرح وزير الداخلية فضلي في أواخر أكتوبر بأن «الإعلام الأجنبي يبالغ بشان هجمات ماء النار». وفي الثامن والعشرين من أكتوبر، صرح رئيس أركان القوات المسلحة الإيرانية حسن فيروز أبادي أن تأثير بعض التقارير الإعلامية كانت «أسوأ من ماء النار». كما أنكر وكيل النائب العام بإيران إبراهيم رايسي وجود أي ارتباط بين هجمات ماء النار والسياسة الأخلاقية للدولة. وأفاد جوسن ستيرن التابع للجنة حماية الصحفيين بأن «هذه القضية تتناول كل شيء لا يمكن للمتشددين الإيرانيين احتماله: تغطية إعلامية ناقدة، معارضات في الشارع، حقوق المرأة ومُسألة الحكومة».

## أنظر أيضًا
- حقوق الإنسان في إيران